# Eragrostideae
Tribu
Les Eragrostideae sont une tribu de plantes monocotylédones de la famille des Poaceae, sous-famille des Chloridoideae, originaire des régions tropicales et subtropicales.
Cette tribu, l'une des cinq qui constituent la sous-famille des Chloridoideae, est elle-même subdivisée en trois sous-tribus : Eragrostidinae, Unioliinae et Cotteinae, regroupant 20 genres et 488 espèces.
Les études les plus récentes montrent que les Eragrostideae constituent un clade monophylétique, ou peut-être paraphylétique étant donné que d'autres genres semblent en dériver.
Le genre-type est Eragrostis Wolfe.
Elle inclut notamment le teff (Eragrostis tef (Zucc.) Trotter,) céréale secondaire largement cultivé en Afrique, dont le grain renferme les huit acides aminés essentiels à l'homme.

## Liste des sous-tribus et genres
Selon Soreng et al. :
- sous-tribu des Cotteinae Reeder (1965)
  - Cottea
  - Enneapogon
  - Kaokochloa
  - Schmidtia
- sous-tribu des Unioliinae Clayton (1982)
  - Entoplocamia
  - Fingerhuthia
  - Tetrachaete
  - Tetrachne
  - Uniola
- sous-tribu des Eragrostidinae J. Presl (1830)
  - Catalepis
  - Cladoraphis
  - Ectrosia (syn. Ectrosiopsis, Planichloa)
  - Eragrostis (syn. Acamptoclados, Diandrochloa, Neeragrostis)
  - Harpachne
  - Heterachne
  - Pogonarthria
  - Psammagrostis
  - Richardsiella
  - Steirachne
  - Stiburus